# Rissooidea

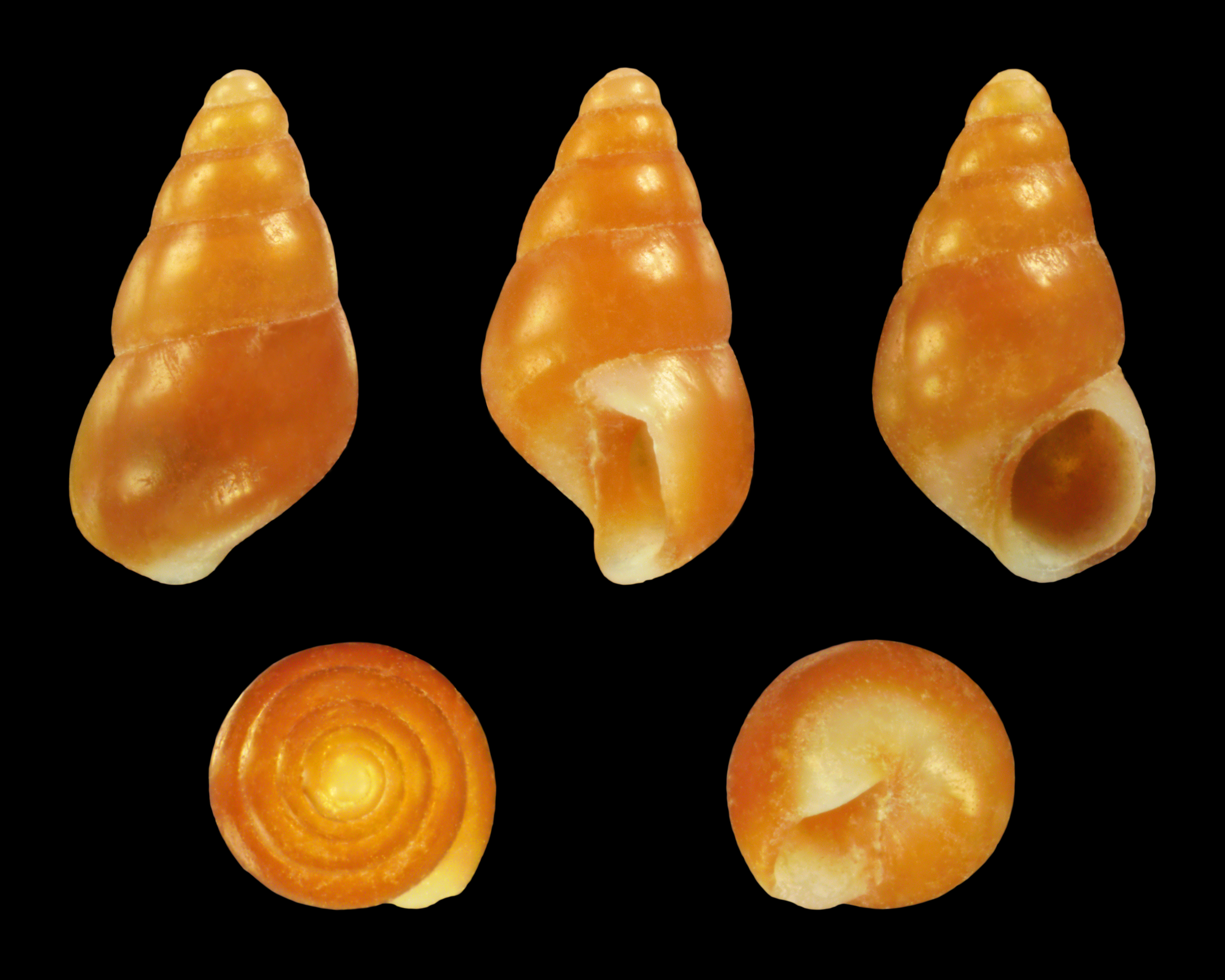
Barleeia unifasciata (Barleeiidae)

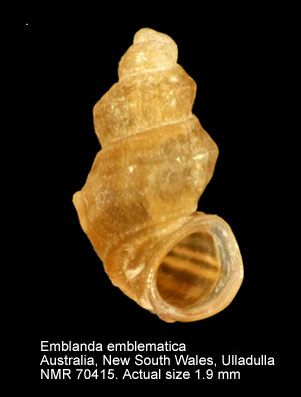
Emblanda emblematica (Emblandidae)

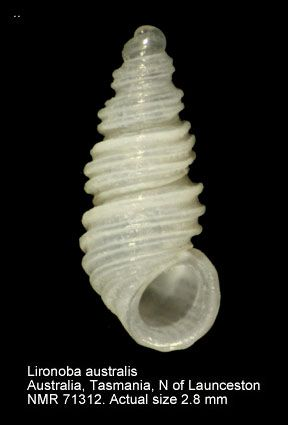
Lironoba australis (Lironobidae)

Rissooidea Gray, 1847 è una superfamiglia di molluschi gasteropodi della sottoclasse Caenogastropoda.

## Descrizione
Rissooidea è una superfamiglia di gasteropodi marini.
Le conchiglie dei rissooidi possono avere forme molto variabili, da globose a coniche lisce o variamente scolpite e pertanto non costituiscono un carattere distintivo significativo per la superfamiglia. Poiché esiste un'ampia diversità di forme, sia all'interno della superfamiglia, sia all'interno di alcune delle grandi famiglie (es. Hydrobiidae), i Rissooidea non sono facilmente caratterizzati dai soli caratteri esterni e di habitat, pertanto per l'identificazione sono utilizzate delle caratteristiche anatomiche, come ad esempio il sistema riproduttivo femminile.
Un carattere significativo è costituito dalla presenza di un opercolo calcareo a spirale che in alcune famiglie presenta dei pioli sulla superficie. Un piolo sulla superficie interna dell'opercolo è presente in almeno tre taxa inclusi nella superfamiglie (Barleeiidae, Rissoinidae e Lironobidae), mentre c'è un piccolo piolo nel Rissoidae. I Zebinidae hanno un opercolo sottile e privo di piolo.
Il bordo del mantello è semplice ma un tentacolo palliale può essere presente sul suo angolo anteriore o posteriore o su entrambi. Due tentacoli sono presenti nei Rissoinidae, nella maggior parte degli Zebinidae e in diversi taxa nei Rissoidae. In alcuni rissoidi si trovano anche singoli tentacoli anteriori o posteriori.
I tentacoli metapodiali si verificano in alcuni rissooidi e possono manifestarsi come un tentacolo largamente triangolare, un singolo tentacolo stretto (probabilmente plesiomorfo) o più tentacoli stretti. Ampi tentacoli triangolari sono visti in Rissoinidae e Zebinidae, così come in alcuni rissoidi.
La radula  è tipicamente tenioglossata con sette denti in ogni riga.
Fra i caratteri del sistema genitale femminile, la ghiandola dell'ovidotto superiore è un carattere chiave utilizzato per definire i Rissoidae e si trova in tutti i membri dei Rissoidae, Rissoinidae, Lironobidae e Zebinidae. È assente nei Barleeidae ed è sconosciuto in qualsiasi altro taxa dei Caenogastropoda, quindi è chiaramente uno stato apomorfo.

## Tassonomia
In passato questo taxon comprendeva oltre 20 famiglie. Nel 2013 uno studio filogenetico ho dimostrato che il taxon non era monofiletico. Applicando le analisi bayesiane e il metodo della massima verosimiglianza gli studiosi Criscione e Ponder hanno dimostrato che ci sono tre cladi principali che comprendono i taxa precedentemente inclusi nella Rissooidea. Questi taxa sono la superfamiglia Cingulopsoidea (clade A), la superfamiglia Rissooidea (clade B) e la superfamiglia Truncatelloidea (clade C). Rissooidea e Cingulopsoidea comprendono solo generi marini, mentre Truncatelloidea comprende famiglie e i generi d'acqua dolce, salmastra e terrestre.
La superfamiglia Rissooidea comprende pertanto nove famiglie di cui tre estinte:
- Famiglia Barleeidae Gray, 1857
- Famiglia Emblandidae Ponder, 1985
- Famiglia †Falsobuvignidae Gründel, Keupp & Lang, 2019
- Famiglia Lironobidae Ponder, 1967
- Famiglia †Mesocochliopidae Yu, 1987
- Famiglia †Palaeorissoinidae Gründel & Kowalke, 2002
- Famiglia Rissoidae Gray, 1847
- Famiglia Rissoinidae Stimpson, 1865
- Famiglia Zebinidae Coan, 1964